# Osiedle Powstańców Śląskich (Żory)
Osiedle Powstańców Śląskich – osiedle mieszkaniowe i dzielnica Żor. Oprócz bloków znajdują się tu domy jednorodzinne położone wzdłuż ulicy Hańcówka.

## Położenie
Wschodnią granicę dzielnicy wyznacza ul. Dąbrowskiego. Południową i zachodnią granicę dzielnicy wydziela al. Zjednoczonej Europy (droga wojewódzka nr 932) prowadząca od droga krajowej nr 81 do Wodzisławia. Północną granicę dzielnicy wyznacza ul. Wodzisławska.

## Handel i usługi
Na terenie osiedla znajduje się Szkoła Podstawowa nr 17 im. Stanisława Ligonia, kilka sklepów, lokali gastronomicznych i targowisko.

## Obiekty religijne
Przy ulicy Hańcówka znajduje się Sala Królestwa Świadków Jehowy dla trzech zborów (Żory–Hańcówka, Żory–Centrum, Żory–Osińska).